# Bayib-Ossing
Bayib-Ossing (ou Bayip, Baiyip) est une localité du Cameroun située dans la Région du Sud-Ouest et le département de la Manyu. Elle est rattachée administrativement à la commune d'Eyumodjock et au canton d'Eyumodjock rural.

## Population
La localité comptait 87 habitants en 1953, puis 112 en 1967, principalement Ejagham.
Lors du recensement de 2005 on y a dénombré 93 personnes.